# Ranulf I
Ranulf I van Aquitanië (ca. 820 - Brissarthe, 19 oktober 866) was hertog van Aquitanië. Hij was een achterkleinzoon van Karel de Grote. Nakomelingen van hem zouden na zijn dood nog tot in de 12e eeuw het hertogschap bekleden.

## Geschiedenis
Ranulf wordt in 839 voor het eerst genoemd als graaf van Poitiers. Hij zal die functie onder zijn vader Gerard van Auvergne al hebben uitgevoerd, die toen ook graaf van Poitiers was. Pas na de dood van zijn vader (841) en van bisschop Ebroin van Poitiers (854), zou Ranulf zelf het volledige bestuur over het graafschap uitoefenen.
In 841 werd Ranulf lekenabt van Saint-Hilaire te Poitiers. In 852 werd hij benoemd tot hertog van Aquitanië maar werd in datzelfde jaar verslagen door de Noormannen. In 864 wist Ranulf wel een Vikingtroep te verslaan. Daarbij nam hij Pepijn II van Aquitanië gevangen, die zich bij hen had aangesloten en leverde hem uit aan Karel de Kale. 19 oktober 866 overleed Ranulf te Brissarthe aan verwondingen van pijlen die hij drie dagen eerder had opgelopen in een veldslag tegen Noormannen. Het is opmerkelijk dat Robert IV de Sterke iets meer dan een maand eerder ook in Brissarthe tegen de Vikingen was gesneuveld, vermoedelijk ging het hier om dezelfde tegenstanders.

## Familie
Ranulf was de zoon van Gerard van Auvergne en van Rotrude, dochter van keizer Lodewijk de Vrome en Ermengarde van Haspengouw. In zijn eerste huwelijk was Ranulf getrouwd met Aiga, die al twee keer getrouwd was geweest, met een graaf Immo en met Rudolf van Turenne. In zijn tweede huwelijk trouwde Ranulf met Bilchildis van Maine (geb. ca. 830), die in haar eerste huwelijk met Bernard van Poitiers getrouwd was geweest.
Ranulf was vader van:
- Ranulf II van Poitiers
- Gauzbert van Poitiers, eind 892 gesneuveld tegen Odo I van Frankrijk
- Ebalus, 881 abt van St Germain, 886 abt van St Denis, 888 kanselier van Odo I van Frankrijk, 889 abt van Saint-Hilaire te Poitiers, verloor zijn functies in 892 toen de koning in conflict kwam met zijn familie en Ebalus de kant van zijn familie koos, gesneuveld op 2 oktober 892.

## Voorouders
| Voorouders van Ranulf I van Aquitanië | Voorouders van Ranulf I van Aquitanië               | Voorouders van Ranulf I van Aquitanië               | Voorouders van Ranulf I van Aquitanië               | Voorouders van Ranulf I van Aquitanië               | Voorouders van Ranulf I van Aquitanië                             | Voorouders van Ranulf I van Aquitanië                             | Voorouders van Ranulf I van Aquitanië                             | Voorouders van Ranulf I van Aquitanië                             |
| ------------------------------------- | --------------------------------------------------- | --------------------------------------------------- | --------------------------------------------------- | --------------------------------------------------- | ----------------------------------------------------------------- | ----------------------------------------------------------------- | ----------------------------------------------------------------- | ----------------------------------------------------------------- |
| Overgrootouders                       | ? (-) ∞ ? (-)                                       | ? (-) ∞ ? (-)                                       | ? (-) ∞ ? (-)                                       | ? (-) ∞ ? (-)                                       | Karel de Grote (747/48-814) ∞ Hildegard (758-783)                 | Karel de Grote (747/48-814) ∞ Hildegard (758-783)                 | Ingram van de Haspengouw (~745-) ∞ Rotrud (-)                     | Ingram van de Haspengouw (~745-) ∞ Rotrud (-)                     |
| Grootouders                           | Adelmus van Autun (-) ∞ Alba (-)                    | Adelmus van Autun (-) ∞ Alba (-)                    | Adelmus van Autun (-) ∞ Alba (-)                    | Adelmus van Autun (-) ∞ Alba (-)                    | Lodewijk de Vrome (778-840) ∞ Ermengarde van Haspengouw (778-818) | Lodewijk de Vrome (778-840) ∞ Ermengarde van Haspengouw (778-818) | Lodewijk de Vrome (778-840) ∞ Ermengarde van Haspengouw (778-818) | Lodewijk de Vrome (778-840) ∞ Ermengarde van Haspengouw (778-818) |
| Ouders                                | Gerard van Auvergne (795-841) ∞ Rotrude (ca. 800-?) | Gerard van Auvergne (795-841) ∞ Rotrude (ca. 800-?) | Gerard van Auvergne (795-841) ∞ Rotrude (ca. 800-?) | Gerard van Auvergne (795-841) ∞ Rotrude (ca. 800-?) | Gerard van Auvergne (795-841) ∞ Rotrude (ca. 800-?)               | Gerard van Auvergne (795-841) ∞ Rotrude (ca. 800-?)               | Gerard van Auvergne (795-841) ∞ Rotrude (ca. 800-?)               | Gerard van Auvergne (795-841) ∞ Rotrude (ca. 800-?)               |
| Ranulf I van Aquitanië (820-866)      |                                                     |                                                     |                                                     |                                                     |                                                                   |                                                                   |                                                                   |                                                                   |